# Apamea griveaudi
Apamea griveaudi là một loài bướm đêm trong họ Noctuidae.